# Tres Zapotes Uno
Tres Zapotes Uno är en ort i Mexiko.   Den ligger i kommunen Santiago Tuxtla och delstaten Veracruz, i den sydöstra delen av landet, 400 km öster om huvudstaden Mexico City. Tres Zapotes Uno ligger 9 meter över havet och antalet invånare är 109.
Terrängen runt Tres Zapotes Uno är platt, och sluttar västerut. Runt Tres Zapotes Uno är det ganska tätbefolkat, med 70 invånare per kvadratkilometer. Närmaste större samhälle är Lerdo de Tejada, 19,9 km norr om Tres Zapotes Uno. Omgivningarna runt Tres Zapotes Uno är en mosaik av jordbruksmark och naturlig växtlighet.